# Образ (философия)
Образ — форма репрезентации чего-либо. В философии образ обладает множеством частных смыслов в зависимости от особенностей того или иного философского учения.

## История понятия
Русское слово «образ» (ср. нем. Bild) происходит от глагола «образовывать» (ср. нем. Bildung: образование) или «создавать», поэтому оно имеет значение единицы содержания и его аналогом могут выступать такие категории древнегреческой философии как идея, эйдос, форма или гештальт из немецкой традиции. Эта традиция толкования переходит и в средневековую религиозную философию, где образ Бога (лат. imaginem Dei; нем. Bilde Gottes;Быт. 1:27) выступает как проекция той сущности, которая составляет существо человека. В новоевропейской философии образ (англ. Image) приобретает гносеологическое измерение и приобретает значение единицы опыта как элемент воображения. В Повести временных лет часто говорится об образе как синониме несобственного внешнего вида или облика: «во образѣ медвѣжьи», «вь образѣ Федосьевѣ», «вь образѣ Исусъ Христовѣ» или «образѣ звѣриномъ», причем понятие образа (который является) сближается с понятием видения и феномена.

## Образ и идея
В Критике способности суждения Кант описывает образы искусства (Gestalten) как выражение в пространстве эстетических идей. В этом отношении идея выступает как прообраз (Urbild), а её выражение именуется Nachbild

## Образ и вещь
Русский философ Николай Бердяев противопоставлял образ и вещь. Либо образ формируется на основе вещи, либо образ становится основой для создания вещи (как первообраз, прототип или архетип, нем. Urbild) — в любом случае между образом и вещью устанавливается отношение изоморфизма. Своеобразие образа заключается в том, что он есть нечто субъективное, идеальное и не существует сам по себе вне отношения к вещи (в противном случае он превращается в фетиш), однако образ объективен по своему содержанию в той мере, в какой он верно отражает вещь. Но образ объекта никогда не исчерпывает всего богатства его свойств и отношений: оригинал богаче своей копии.

## Образ и символ
Гегель полагал, что образ является неотъемлемым компонентом символа. Вторым компонентом является смысл. Отсюда образ — выражение смысла.
Сходной позиции придерживался С. С. Аверинцев:
Всякий Символ есть образ (и всякий образ есть, хотя бы в некоторой мере, Символ); но категория Символ указывает на выход образа за собственные пределы, на присутствие некоего смысла, нераздельно слитого с образом, но ему не тождественного

## Образ и изображение
Поскольку существуют «визуальные образы», то само понятие образа не подразумевает его зримости. Изображение и образ не совпадают, мы можем уничтожить изображение, но это невозможно сделать с образом, который может по-прежнему нас воодушевлять или угнетать.

## Классификация
А. Менегетти выделяет несколько уровней образа:
1. Чувственно-видимый
2. Психологический
3. Фантазия
4. Метафизический

## Исследования
- Макейчик А. А. Образ как категория диалектико-материалистической гносеологии — Л., 1984. — дисс. на соиск. уч. степени к.ф.н. по спец. — 09.00.01 — Диалектический и исторический материализм.